# Albert Carsten
Albert Carsten, właśc. Albert Cohn (ur. 1 listopada 1859 w Berlinie, zm. 3 września 1943 Terezinie, Czechy) – niemiecki architekt pochodzenia żydowskiego.

## Życiorys
Urodził się 1 listopada 1859 w Berlinie w rodzinie żydowskiej. Syn fabrykanta Ferdinanda Cohna (†1895) z Dessau i Clary Cohn z d. Jacoby (†1898), pochodzącej z Perlebergu. Jego młodszym bratem był romanista Georg Cohn. Był żonaty od 1891 r. z Marią z domu Wolff (1868–1916); mieli dwóch synów, Hansa Ferdinanda Reinholda (* 1892) i Georga Gustava Sigismunda (1894–1918). 
W 1878 roku rozpoczął studia w zakresie historii sztuki i matematyki na Uniwersytecie Berlińskim, w latach 1878–1883 studiował architekturę na tamtejszej Akademii Budowlanej. W 1890 roku zatrudnił się w Ministerstwie Robót Publicznych, w 1899 roku wytypowany przez cesarza do zaprojektowania Technische Hochschule Danzig (THD), do Gdańska przybył w marcu 1900 roku, zmieniwszy uprzednio - ze względu na panujące w mieście silne nastroje antysemickie - nazwisko na Carsten. 
Główny projektant budynków kampusu Politechniki Gdańskiej, zbudowanych w latach 1900–1904, zaprojektowanych w historyzującym stylu neorenesansu gdańskiego z wnętrzami w stylu secesyjnym oraz art déco. Pierwotny projekt obejmował Gmach Główny oraz gmachy instytutów: chemicznego, elektrotechniki, laboratorium maszynowego z kominem i wieżą ciśnień oraz innych mniejszych obiektów kampusu. W 1903 roku został radcą budowlanym. Po rozpoczęciu działalności Politechniki był profesorem Wydziale Architektury i w latach 1904–1933 kierował Katedrą Architektury, dziekanem Wydziału Inżynierii Lądowej (w kadencjach 1927–1928, 1931–1932). Wykładał historię architektury antycznej i renesansowej, projektowania architektonicznego, detalu architektonicznego, rysunku ornamentów oraz projektowania architektonicznego dla inżynierów budownictwa. Na jego zajęcia uczęszczała m.in. Miriam Braude. Był pierwszym prorektorem uczelni aż do 1 maja 1933 roku, kiedy to na kilka tygodni przed dojściem w Gdańsku do władzy NSDAP został zmuszony do złożenia dymisji ze względu na pochodzenie narodowe. 
Następnie zamieszkał w Berlinie u syna Hansa, który był niemieckim weteranem I wojny światowej (jego drugi syn Georg, student architektury poległ w wieku 24 lat jako niemiecki żołnierz 24 marca 1918 roku). Został deportowany 17 czerwca 1943 roku do obozu Theresienstadt wraz z Transportem I/96. Tam też w tym samym roku zginął. 
W 1929 roku Uniwersytet Techniczny w Hanowerze (Technische Hochschule Hannover) nadał mu tytuł doktora honoris causa jako Dr.-Ing. E.h., co zostało mu odebrane w 1939 r. 
Inne projekty Carstena to m.in.:
- gmach Gdańskiego Towarzystwa Ubezpieczeń Od Ognia (Danziger Feuersozietät) z około 1915 roku, przy obecnych Wałach Jagiellońskich, w okresie międzywojennym siedziba m.in. konsulatów Stanów Zjednoczonych i Wielkiej Brytanii, po wojnie - KW PZPR, obecnie - organów prokuratorskich
- osiedla Posadowskyweg i Barenweg - obecnie ul. Kochanowskiego i ul. Mickiewicza (Gdańsk Wrzeszcz)
- willa przy obecnej ul. Sobótki 18 (1904)
- Auditorium Maximum Politechniki Gdańskiej (1929)[10]
- Akademicki Klub Żeglarski (zbud. przed 1933) przy obecnej al. Zwycięstwa 23, późniejsza siedziba konsulatów generalnych - NRD (1962–1990) i Niemiec (1990-)
- budynek przy ul. Batorego 10 (1909), w którym architekt zamieszkał

Członek Towarzystwa Sztuk i Rzemiosła Artystycznego oraz Stowarzyszenia na rzecz Zachowania Zabytków Budownictwa i Sztuki Gdańska.